# Canada Masters 2005
Il Canada Masters 2005 (conosciuto anche come Rogers Masters  e Rogers Cup 2005  per motivi di sponsorizzazione)
è stato un torneo di tennis giocato sul cemento. È stata la 115ª edizione del Canada Masters, che fa parte della categoria ATP Masters Series nell'ambito dell'ATP Tour 2006, e della categoria Tier I nell'ambito del WTA Tour 2006.
Il torneo maschile si è giocato all'Uniprix Stadium di Montréal in Canada, dall'8 al 14 agosto 2005, quello femminile al Rexall Centre di Toronto in Canada, dal 15 al 21 agosto 2005.

## Campioni

### Singolare maschile
Rafael Nadal ha battuto in finale  Andre Agassi con il punteggio di 6–3, 4–6, 6–2.

### Singolare femminile
Kim Clijsters ha battuto in finale  Justine Henin-Hardenne con il punteggio di 7–5, 6–1.

### Doppio maschile
Wayne Black /  Kevin Ullyett hanno battuto in finale  Jonathan Erlich /  Andy Ram con il punteggio di 6(5)–7, 6–3, 6–0.

### Doppio femminile
Anna-Lena Grönefeld /  Martina Navrátilová hanno battuto in finale  Conchita Martínez /  Virginia Ruano Pascual con il punteggio di 5–7, 6–3, 6–4.